# Philogène Auguste Joseph Duponchel
Philogène Auguste Joseph Duponchel (Valenciennes 1774, París 10 de enero de 1846) fue un soldado y entomólogo francés.

## Biografía
Después de realizar sus estudios en Douai, se unió al ejército francés cuando tenía dieciséis años y participó en las campañas de 1795 y 1796, luego trabajó como administrador del gobierno estacionados en París. Se vio obligado a retirarse del ejército en 1816, a la edad de 42 años (a causa de sus opiniones en favor de Napoleón Bonaparte).
Philogène Auguste Joseph Duponchel decidió dedicarse al estudio de los insectos, después de doce años de esfuerzo, Duponchel terminó en 1838,  L’Histoire naturelle des lépidoptères de France, (en coautoría con Jean Baptiste Godart). Este trabajo consiste en diecisiete volúmenes (entre ellos doce firmado por Duponchel), 7600 láminas en color y 500 "tablas" (que aparece bajo el título  Iconographie des Chenilles o iconografía de las orugas). Los volúmenes fueron publicados entre 1832 y 1842, y dentro de sus páginas, los autores describen más de cuatro mil especies de mariposas y polillas.
Duponchel fue uno de los fundadores de la Sociedad Entomologique de Francia y fue su primer tesorero. Él era un amigo muy cercano de Pierre François Marie Auguste Dejean, Duméril Auguste y Pierre André Latreille. Se casó con Marie-Joseph-Désirée Ravet y tuvo dos hijos. Su hijo Charles-Edmond Duponchel (n. 7 de abril de 1804) y su hijo Charles-Edmond Duponchel (fue director médico de l'Ecole Politécnica). Philogène Auguste está enterrado en el cementerio de Montparnasse.